# Verdächtiger
Ein Verdächtiger im weiteren rechtlichen Sinne ist eine Person, welche einer Straftat verdächtigt wird, obwohl dieser Rechtsbegriff vom Gesetzgeber in Deutschland nicht verwendet wird.

## Verdächtiger im engeren Sinne

### Schweiz
Im schweizerischen Militärstrafprozess ist als Verdächtiger eine Person zu behandeln, gegen welche eine vorläufige Beweisaufnahme (oder ein truppeninternes Disziplinarstrafverfahren) geführt wird. Im Gegensatz dazu steht der Beschuldigte im Rahmen einer Voruntersuchung oder der – bereits formell – Angeklagte.
Die Kantone konnten bis zum Inkrafttreten der vereinheitlichten Strafprozessordnung den Begriff des Verdächtigen noch eigenständig umschreiben.

## Stellung des Verdächtigen
Die Stellung des Verdächtigen soll grundsätzlich derjenigen des Beschuldigten entsprechen, damit seine spätere Stellung nicht beeinträchtigt wird. So sind dem Verdächtigen die gleichen Belehrungen wie dem Beschuldigten vorzuhalten (wie zum Beispiel in den USA Miranda warning).
Das anwendbare Verfahrensrecht kann jedoch eine unterschiedliche Behandlung von Verdächtigten und Beschuldigten vorsehen: So kann die Untersuchungshaft im schweizerischen Militärstrafrecht nur für Beschuldigte, nicht aber für bloß Verdächtige angeordnet werden (vgl. Art. 56 MStP).